# ベーンケ＝シュタインの定理
数学の、特に多変数複素函数の分野におけるベーンケ＝シュタインの定理（ベーンケ＝シュタインのていり、英: Behnke–Stein theorem）とは、正則領域の増加列 {\displaystyle G_{k}}（すなわち {\displaystyle G_{k}\subset G_{k+1}} を満たすもの）は再び正則領域であることを述べた定理である。
この定理は、増加擬凸領域の合併が再び擬凸である事実と関係し、その事実とレヴィ問題によって証明することが出来る。しかし歴史的に見ると、この定理は実際はレヴィ問題を解くために用いられていた。